# Emiliano Viveros
Emiliano Sebastián Viveros Mereles (Ruiz de Montoya, Provincia de Misiones, 30 de septiembre de 2002) es un futbolista argentino que juega como mediocampista en Argentinos Juniors de la Primera División de Argentina.

## Trayectoria
Formado en las divisiones inferiores de Arsenal de Sarandí desde 2019 en la sexta categoría del club, debutó en el primer equipo el 6 de noviembre de 2021 durante el partido de Primera División perdido por 3-1 ante Independiente de Avellaneda.
En febrero de 2024 es confirmado como nuevo refuerzo de Argentinos Juniors.  El 15 de marzo de 2024 convierte su primer gol en Primera División contra Gimnasia y Tiro de Salta por la primera fecha de la Copa Argentina 2024.

## Clubes
| Club               | País      | Año          |
| ------------------ | --------- | ------------ |
| Arsenal de Sarandí | Argentina | 2019-2024    |
| Argentinos Juniors | Argentina | 2024-Actual. |

## Estadísticas

### Apariciones y goles del club
Actualizado al último partido disputado el 12 de junio de 2024.
| Arsenal de Sarandí Argentina | 1.ª           | 2021          | 5  | 0 | 0  | 0 | 0 | 0 | 5  | 0 |
| Arsenal de Sarandí Argentina | 1.ª           | 2022          | 1  | 0 | 0  | 0 | 0 | 0 | 1  | 0 |
| Arsenal de Sarandí Argentina | 1.ª           | 2023          | 1  | 0 | 9  | 0 | 0 | 0 | 10 | 0 |
| Arsenal de Sarandí Argentina | 2.ª           | 2024          | 1  | 0 | 0  | 0 | 0 | 0 | 1  | 0 |
| Arsenal de Sarandí Argentina | Total club    | Total club    | 8  | 0 | 9  | 0 | 0 | 0 | 17 | 0 |
| Argentinos Juniors Argentina | 1.ª           | 2024          | 5  | 0 | 9  | 1 | 3 | 0 | 17 | 1 |
| Argentinos Juniors Argentina | Total club    | Total club    | 5  | 0 | 9  | 1 | 3 | 0 | 17 | 1 |
| Total carrera | Total carrera | Total carrera | 13 | 0 | 18 | 1 | 3 | 0 | 34 | 1 |
| (1) La copa nacional se refiere a la Copa Argentina y Copa de la Liga Profesional. (2) La copa internacional se refiere a la Copa Sudamericana y Copa Libertadores. |               |               |    |   |    |   |   |   |    |   |